# Inspektorat Konin-Turek Armii Krajowej
Inspektorat Konin-Turek Armii Krajowej – terenowa struktura Okręgu Poznań Armii Krajowej.

## Skład organizacyjny
Struktura organizacyjna podana za Atlas polskiego podziemia niepodległościowego:
- Obwód Turek
- Obwód Konin
- Obwód Koło